# Rembieszyce
Rembieszyce – wieś sołecka w Polsce położona w województwie świętokrzyskim, w powiecie jędrzejowskim, w gminie Małogoszcz.
| SIMC    | Nazwa    | Rodzaj |
| ------- | -------- | ------ |
| 0249490 | Borki    | osada  |
| 0249478 | Pałeczki | osada  |
| 0249484 | Podwyspa | osada  |

## Historia
W średniowieczu Rembieszyce stanowiły uposażenie klasztoru cystersów w Jędrzejowie, któremu płacono dziesięcinę snopową i konopną. W XIV w. były siedliskiem rodu Odrowążów. Z Rembieszyc pochodził Mikołaj Odrowąż, który w 1447 r. został opatem klasztoru cystersów w Jędrzejowie. On też dokonał gruntownej przebudowy klasztoru i modernizacji kościoła w stylu gotyckim, zapraszając do prac najlepszych mistrzów m.in. Wita Stwosza. 
Na początku XVI w. łany kmiece w Rembieszycach należały do parafii złotnickiej i płaciły dziesięcinę plebanowi w Złotnikach. Połowa Rembieszyc w wieku XVI należała do Odrowążów Karsznickich, następnie Karsznickich. W 1691 r. właścicielem Rembieszyc był Jan Zabielski, w połowie XVIII w. Rembieszyce stanowiły własność Komornickich herbu Nałęcz a następnie Wasilewskich. 
W 1798 r. Rembieszyce kupił Franciszek Wolski, który w latach 1798-1799 ufundował we wsi nowy kościół. W 1827 r. wieś licząca 22 domy i 140 mórg była jedną z najuboższych w powiecie jędrzejowskim. 
Od 1854 r. właścicielami majątku Rembieszyce byli Romuald Leon Kozłowski i jego żona Bronisława z Radziejowskich (ich grób znajduje się na cmentarzu w Złotnikach). 17 października 1856 r. w Rembieszycach urodziła się ich najstarsza córka Irena Kozłowska-Kosmowska, publicystka, działaczka społeczno-oświatowa a w 1859 r. najstarszy syn Stefan Kozłowski działacz rolniczy i społeczny, który w 1891 r. odziedziczył Rembieszyce. 6 czerwca 1892 r. w Rembieszycach urodził się najstarszy syn Stefana - Leon Kozłowski, późniejszy archeolog, profesor Uniwersytetu Lwowskiego, premier rządu RP w latach 1934–1935. 
W 1877 r. powierzchnia folwarku, w skład którego wchodziły m.in. modrzewiowy dwór, 12 budynków, gorzelnia i stawy rybne, liczyła 490 mórg. Wieś liczyła w tym czasie 28 gospodarstw i 284 morgi. 
W latach 1895–1898 Rembieszyce należały do Włodzimierza Lubienieckiego, a w latach 1898–1906 do Romualda Kozłowskiego (brata Stefana) i Lucyny ze Strasburgerów. Opis Rembieszyc z przełomu XIX i XX wieku pozostawiła w swoich wspomnieniach córka Romualda, Zofia Kozłowska-Budkowa, profesor historii Uniwersytetu Jagiellońskiego. Po roku 1906 właścicielami Rembieszyc byli m.in. Sucheccy i Bankiewiczowie. 
W 1910 r. włościanie wsi Rembieszyce i Złotniki ufundowali sukienkę do obrazu Matki Boskiej Częstochowskiej. Tak zwana sukienka koralowa (na tle jedwabnym, wyszywana głównie koralami, a także nicią złotą, galonami i cekinami, o motywach wici roślinnej z drobnymi kwiatkami na sukience Dzieciątka, z krzyżykiem koralowym z XIX w. przy szyi Marii) eksponowana jest obecnie w Muzeum 600-lecia na Jasnej Górze.
W latach 1975–1998 miejscowość administracyjnie należała do województwa kieleckiego.

## Zabytki
- Drewniany (modrzewiowy) kościół pw. św. Piotra i Pawła, wybudowany w latach 1798–1799 w stylu barokowym. W ołtarzu głównym znajduje się siedemnastowieczny obraz Matki Boskiej z Dzieciątkiem oraz wizerunek św. Stanisława z końca XVIII wieku. Wpisany do rejestru zabytków nieruchomych (nr rej.: A.116 z 8.01.1957 i z 11.02.1967)[8].

## Znane osoby urodzone w Rembieszycach
- Irena W. Kosmowska – literatka, publicystka, działaczka społeczna i oświatowa
- Stefan Kozłowski – działacz społeczny i rolniczy, założyciel Towarzystwa Rolniczego Kieleckiego, właściciel majątku Przybysławice.
- Leon Kozłowski – polski archeolog i polityk, premier rządu II RP w latach 1934–1935.